# Огарёв, Константин Ильич
Константин Ильич Огарёв (Агарев) (26 апреля (8 мая) 1816 — 26 января (7 февраля) 1877) — генерал-лейтенант русской императорской армии; пермский губернатор.

## Биография
Родился 26 апреля (8 мая) 1816 года в семье подполковника, будущего губернатора Архангельской и Пермской губерний, Ильи Ивановича Огарёва.
Вступив 26 октября 1834 года в военную службу унтер-офицером в лейб-гвардии Семёновский полк, он был прикомандирован к Школе гвардейских подпрапорщиков и кавалерийских юнкеров, по окончании которой был произведён 4 сентября 1836 года в прапорщики с переводом в лейб-гвардии Преображенский полк. Пять лет спустя он был назначен адъютантом дежурного генерала главного штаба графа П. А. Клейнмихеля, а 2 ноября 1842 года назначен старшим адъютантом. Состоя в этой должности, К. И. Огарёв постепенно был произведён в капитаны, затем в полковники и генерал-майоры (12.04.1859).
Был назначен 19 ноября 1857 года исправляющим должность военного губернатора Перми и пермского гражданского губернатора, где за три года до этого умер его отец, бывший там губернатором около 20 лет. На этой должности на него поступали многочисленные доносы, и несмотря на поддержку родственника — генерал-адъютанта Н. А. Огарёва, он всё-таки в 1861 году был уволен от должности пермского губернатора; однако назначен (в марте того же года) состоять при военном министре, а ровно через год — при министре внутренних дел. Затем до конца жизни состоял при главном начальнике III отделения Собственной Его Императорского Величества канцелярии; 26 августа 1866 года был произведён в генерал-лейтенанты.
Был награждён орденами: Св. Анны 2-й ст. (1848; императорская корона к ордену — 1849), Св. Станислава 1-й ст. (1863), Св. Владимира 2-й ст. (1870), Белого орла (1875).
Умер 26 января (7 февраля) 1877 года.
Был похоронен вместе с отцом в селе Новобусино Юрьевского уезда Владимирской губернии.